# Farkassziget
A Farkassziget (Wolf Island) könyv a Démonvilág 8. része. A történet Grubbs (Grubitch Grady) szemszögéből íródott. Szerzője Darren Shan.

## Történet
|  | Alább a cselekmény részletei következnek! |

Grubbs a kórházi átkelés után Prae D'Alecheu keresésére indul. Cápa és Meera Flame is vele tart. Egy Timas Brauss nevű számítástechnikus segítségével gyorsan a nyomára akadnak. Egy tizenkét fős csapattal útnak indulnak. A Bárányok egyik székhelyén találkoznak Antoine Horwitzerrel, aki elmondja, hogy Prae D'Alecheu ellopta a Bárányok teljes vérfarkasállományát és magával vitte. Timas Brauss a központi számítógépen megkeresi a vérfarkas projekt adatait, és annak a segítségével rátalálnak Prae D'Alecheu búvóhelyére. Mikor azt Antoine Horwitzerrel megrohamozzák, rátalálnak a megkötözött Prae D'Alecheu-re és rájönnek, hogy Antoine Horwitzer volt az áruló. Ekkor feltűmik Juni Swan és üldözni kezdi őket. A helikopterük felé tartva többen elesnek közülük. A helikoptert találat éri, és a Bárányok helikoptere sem működik. A vérfarkasok is rájuk támadnak, de ők bombákkal elintézik őket, és barlangot keresnek. A barlang bejáratát beomlasztják, és a másikon indulnak kifelé, amikor megtámadják őket a fejlettebb vérfarkasok. Grubbshoz szól a Kah-Gash, és átváltozik vérfarkassá, hogy a vérfarkasok vezetője legyen. Elvezeti őket a bázishoz, amit újra megrohamoznak.
|  | Itt a vége a cselekmény részletezésének! |

## Magyarul
- Farkassziget; ford. Mikó Bálint; Móra, Bp., 2009 (Démonvilág, 8.)